# インドネシア・イスラム大学
インドネシア・イスラム大学 (Universitas Islam Indonesia) は、1945年7月に設立されたイスラム高等教育学校（Sekolah Tinggi Islam）を前身として、1947年に大学組織へと発展した、私立大学である。UII と略して称されることも多い。インドネシアの大学では最も歴史のある大学である。学長はナンダン・ストリスノ（2018年現在）。
大学発足当時は、4学部（イスラム学部、法学部、経済学部、教育学部）であったが、2015年現在では、9学部（経済学部、法学部、イスラム学部、医学部、理学部、工学部、産業工学部、社会科学部、国際学部）、47専攻を擁する。学生数は、21,000人（学部20,000人、大学院1,000人）、教員数は871人、職員数は600人となっている。高等学術研究、その学際研究の発展、そして研究成果の実社会への応用を目的として、学内には27の研究所が設置されている。

## 所在地
ジョグジャカルタ市のカリウランキャンパス（38ha）をメインキャンパスとして、同市内の3ヵ所のキャンパスに分かれる。
インドネシアの人材育成を担う主要高等教育機関であり、卒業生は、政界、財界、宗教界と多様な分野で活躍している。インドネシア教育省の大学ランキングでは、2014年度も前年に引き続いて全国の大学の中で9位にランク付けされた（私立大学中では1位）。
メインキャンパス：Jl. Kaliurang Km. 14.4, Sleman, D.I.Yogyakarta, Indonesia